# Quino Salvo
Joaquín "Quino" Salvo Pastor (Vigo, 31 de marzo de 1958-Vigo, 8 de junio de 2016) fue un jugador  y entrenador de baloncesto español que jugó quince temporadas en distintas competiciones nacionales, entre ellas la Liga Española o la ACB. Con 1,91 metros de estatura, lo hacía en la posición de escolta.

## Trayectoria deportiva

### Jugador
Llegó al Helios Skol Zaragoza con 20 años, tras haber sido internacional con la selección española junior, consiguiendo la medalla de bronce en el Eurobasket de 1976 celebrado en Santiago de Compostela. El equipo militaba en la Segunda División española, ascendiendo al año siguiente a Primera división, la máxima categoría previa a la creación de la liga ACB. Allí jugó durante 4 temporadas, y en 1983 se marcha a jugar al Llíria de Primera B.
Regresa a la máxima categoría en 1984 fichando por el Fórum Filatélico Valladolid, ya en la ACB. En su primera temporada en el equipo promedió 11,7 puntos y 2,4 rebotes por partido. Jugó cuatro temporadas más en el equipo pucelano, siendo la mejor la temporada 1986-87, en la que promedió 14,5 puntos y 1,5 rebotes.
En 1989 ficha por el Atlético de Madrid, jugando una temporada en la Primera División, para regresar a la ACB al año siguiente de la mano del Caja San Fernando, donde en su primera temporada, y ya con 32 años, promedia 9,2 puntos y 1,6 rebotes por partido.
Jugó una temporada más en el equipo sevillano, para terminar su carrera como jugador con una temporada en el Askatuak.
En total contabilizó en su carrera ACB 239 partidos y 9,8 puntos en 29 minutos

### Entrenador
Salvo comenzó su carrera de entrenador cuando aún era jugador del Helios Skol Zaragoza, llevando al equipo infantil del club Boscos de Zaragoza y posteriormente el cadete de la entidad. Pero su carrera profesional comenzó en el CB Ciudad de Huelva en 1993, para posteriormente fichar al año siguiente por el Cantabria Lobos, equipo con el que asciende a la liga LEB en 1995, y al año siguiente a la ACB, ganando su único título en 1997, la Copa Príncipe de Asturias.
En el año 2000 ficha por el Menorca Bàsquet, donde permanece durante dos temporadas, dejando al equipo a las puestas del ascenso de la liga ACB, tras remontar un 0-2 en el play-off final ante el CB Granada. En 2002 firma por el Baloncesto León, donde permanece una temporada, pasando al año siguiente a dirigir a Los Barrios, donde permancería 2 temporadas, siendo sustituido por Moncho Fernández. Tras dirigir un año al Gestibérica Vigo, con el que no pudo eludir el descenso a LEB Bronce, en 2007 ficha por el Alimentos de Palencia, siendo cesado tras 14 partidos en los que sólo consiguió 5 victorias.
En agosto de 2008 regresa al Cantabria Lobos, ascendiendo al equipo a la LEB Plata.
En 2009 fichó como entrenador por el Marín PeixeGalego de la liga EBA, el cual abandonó en 2012.

## Enfermedad
En febrero de 2016 el jugador y entrenador se encontraba luchando contra un tumor cerebral del que fue diagnosticado en septiembre del 2015 y fue homenajeado por el Real Valladolid, para el que hace el saque de honor en un partido, y por el CB Ciudad de Valladolid, con la presencia del alcalde de la ciudad, Óscar Puente, y de antiguos baloncestistas. Falleció en Vigo, su ciudad natal, a los 58 años víctima de un cáncer.

## Trofeo Memorial Quino Salvo
Desde septiembre del año 2016, se disputa en el pabellón de las Traviesas de Vigo el Trofeo Memorial Quino Salvo, una competición amistosa de baloncesto a partido único que enfrenta anualmente a dos clubes de la Liga ACB.